# Oltenița
Oltenița é uma cidade da Roménia com 31.434 habitantes, localizada no judeţ (distrito) de Călărași.